# 霍頓高地
霍頓高地是一座位於約翰內斯堡北部的霍頓莊園內的公寓，由約翰·肖於1938年設計。霍頓高地是奧蘭治格林懸崖上建造的眾多裝飾藝術風格建築之一。其設計採用交替的紅色與橙色磚塊以及裝飾華麗的大理石。